# Iotua Kautai
Iotua Kautai (* 1. Januar 1983) ist ein tahitianischer Fußballspieler, der von 2001 bei 2013 bei der AS Pirae spielte. Er wurde im Verein in der Abwehr eingesetzt.

## Karriere
Unter dem französischen Trainer Patrick Jacquemet gehörte Kautai bei der Ozeanienmeisterschaft 2002 dem Kader der tahitischen Nationalmannschaft an, mit der er unter Trainer Gérard Kautai auch an der Fußball-Ozeanienmeisterschaft 2004 teilnahm. Das Turnier war parallel Teil der Qualifikation der Ozeanien-Zone für die Weltmeisterschaftsendrunde 2006. 